# Vandalia (Missouri)
Pour les articles homonymes, voir Vandalia.
La ville américaine de Vandalia est située dans les comtés d’Audrain et Ralls, dans le Missouri. Lors du recensement de 2010, sa population s’élevait à 3 899 habitants.

## Source
- (en) Cet article est partiellement ou en totalité issu de l’article de Wikipédia en anglais intitulé « Vandalia, Missouri » (voir la liste des auteurs).